# Ibul (Simpang Teritip)
Ibul is een bestuurslaag in het regentschap Bangka Barat van de provincie Bangka-Belitung, Indonesië. Ibul telt 2686 inwoners (volkstelling 2010).